# (34638) 2000 VV54
2000 VV54 (asteroide 34638) é um asteroide da cintura principal. Possui uma excentricidade de 0.25479590 e uma inclinação de 11.43688º.
Este asteroide foi descoberto no dia 3 de novembro de 2000 por LINEAR em Socorro.